# Ambrysus funebris
Ambrysus funebris är en insektsart som beskrevs av La Rivers 1949. Ambrysus funebris ingår i släktet Ambrysus och familjen vattenbin. Inga underarter finns listade i Catalogue of Life.